# JoJolion
JoJolion (яп. ジョジョリオン Дзёдзёрион) — восьмая часть франшизы манги JoJo’s Bizarre Adventure авторства Хирохико Араки. Публиковалась в журнале Ultra Jump издательства Shueisha с 19 мая 2011 года по 19 августа 2021 года. Всего было выпущено 110 глав, собранных затем в 27 томов манги.
JoJolion является второй частью новой вселенной JoJo, её события происходят через 121 год после Steel Ball Run и является альтернативной историей Diamond Is Unbreakable.

## Сюжет
2011 год, Япония оправляется от крупномасштабных землетрясений и цунами, в том числе и небольшой городок Морио. После землетрясения в городе стали появляться возвышенности с причудливыми узорами, так называемые «глаза на стенах», которые разрушают дороги, линии электропередач и дома. Молодая девушка по имени Ясухо Хиросэ находит под завалами молодого человека, страдающего амнезией, и называет его «Дзёсукэ».
Сначала Дзёсукэ думает, что он Ёсикагэ Кира, но правда оказывается более причудливой — он результат слияния Киры и ещё одного человека. Вскоре парня принимает в дом Норисукэ Хигасиката, глава поместья Хигасиката и крупного семейства, но Дзёсукэ подозревает, что Норисукэ преследует некие корыстные цели и как то связан с прошлым Дзёсукэ, однако по мере развития сюжета и раскрытия новых тайн, Дзёсукэ узнаёт о деятельности мафии, продающих таинственные плоды Рокакака, способные исцелять людей и «забирать» что-то взамен, а Кира с другим «родителем» бежали от членов мафии, после того, как украли несколько веток Рокакака. Теперь мафия думает, что Дзёсукэ и семья Хигасиката связаны с Кирой и намереваются убить их всех. Норисукэ не подозревает, что один из членов мафии — его старший сын, который тоже попытается убить Дзёсукэ.

## Персонажи
Дзёсукэ Хигасиката (яп. 東方 定助 Хигасиката Дзёсукэ)
Главный герой восьмой части манги, подросток, ходит в матроске. Изначально был найден под завалами Ясухо, с ранами от укуса на спине. Пра-пра-пра-правнук альтернативного Джонатана Джостара из вселенной Steel Ball Run. Страдает амнезией. Обладает способностью точно определить расстояние до объектов и имеет странную привычку спать под давлением предметов. Когда его принимают в семью Хигасикаты, он получает имя Дзёсукэ. Его стенд Soft & Wet (яп. ソフト＆ウェット Софуто энд вэтто) гуманоидного типа, роботической внешности и светлого окраса, который на короткое время может забирать «что-то». Является альтернативным Кирой и Джохара (которого после перезапуска зовут Джозефуми)
Ясухо Хиросэ (яп. 広瀬 康穂 Хиросэ Ясухо)
Девушка, которая следует за Дзёсукэ и помогает ему установить его личность, впоследствии влюбляется в него. В начале нашла его полуголого под завалами и дала новое имя — Дзёсукэ, в честь своей собаки, которая по утверждению Ясухо, очень похожа на Дзёсукэ. Рост: 166 сантиметров.
Дзёсю Хигасиката (яп. 東方 常秀 Хигасиката Дзёсю)
Социально некомпетентный и избалованный подросток, хотя ему уже 18 лет. Когда Ясухо спасала Дзёсукэ, Дзёсю неправильно понял ситуацию и напал на Дзёсукэ, в результате оказывается раненым его стендом и сам получает эту способность. Друг детства Ясухо и влюблён в неё, хотя обзывает шлюхой. Изучает социологию в университете, чтобы стать самому более социальным. Поначалу ненавидит Дзёсукэ, но перестал проявлять против него агрессию лишь из-за уважения к отцу.
Норисукэ Хигасиката IV (яп. 東方憲助 Хигасиката Норисукэ)
Глава семьи Хигасиката и фруктовой компании. Принимает в свою семью Дзёсукэ и очень вежливо с ним обращается. Считает себя «янки», и чтобы держать машину в чистоте, снимает обувь. Поручил Дзёсукэ присматривать за Дайя-тян у которой проблемы со зрением. Запретил Ясухо встречаться с Дзёсю и Дзёсукэ. На деле он как-то связан с событиями, произошедшими с Дзёсукэ и Кирой.

## Создание
Jojolion представляет собой альтернативный сюжет Diamond Is Unbreakable с главным героем Дзёсукэ Хигасикатой. По словам Араки, героиня по имени Ясухо Хиросэ является вариацией персонажа Коити Хиросэ. Так, если Коити в Diamond is Unbreakable символизировал дружбу, то изменение пола придало бы сюжету романтический элемент. Создавая других женских персонажей, мангака также хотел придать сюжету долю эротики, однако посвятил больше времени развитию отношений Ясухо и Дзёсукэ. Создавая Jojolion, Араки устраивал эксперименты с жанрами, которые не популярны у  читателей Weekly Shonen Jump. Мангака отметил, что «издание даже позволило ему нарисовать героиню с плоской грудью впервые с тех пор, как он начал создавать мангу». Араки отметил, что ему не совсем важно, создаёт ли он женщину-персонажа или мужчину, и не согласен с распространённым подходом многих мангак, что добавление женских персонажей придаёт сюжету некий шарм и манга становится популярнее. Араки считает, что если в сюжете грамотно подать романтическое развитие, то кем является персонаж и как он выглядит, не играет большой роли, влюблены друг в друга могут быть даже мужчины, если существование такой связи в рамках сюжета манги оправданно.
В первом томе манги Араки рассказал, что при её создании, вдохновлялся концепцией «проклятья» (яп. 呪い норой), которое является последствием грехов предков. Наличие проклятья делает людей «порченными» (яп. 穢れ кэгарэ); если с порчей не бороться, то она перерастает в «чувство обиды» (яп. 恨み урами). Также Араки вдохновлялся темой того, что каждый человек с рождения видит мир в чёрно-белом цвете, но по мере роста развиваете в себе «трение» (яп. 摩擦 масацу), не позволяющее человеку принимать только правильные или неправильные решения, переживание которого является частью человеческого общества. На данной концепции проклятья Араки и построил историю манги.
Во втором томе манги Араки объяснил, что решение добавить в заголовок названия манги окончание -lion, было предпринято для отсылки к христианской концепции благословения и евангелия («евангелион» на греческом), а также отсылки древнегреческого мифа о Пигмалионе.

## Манга

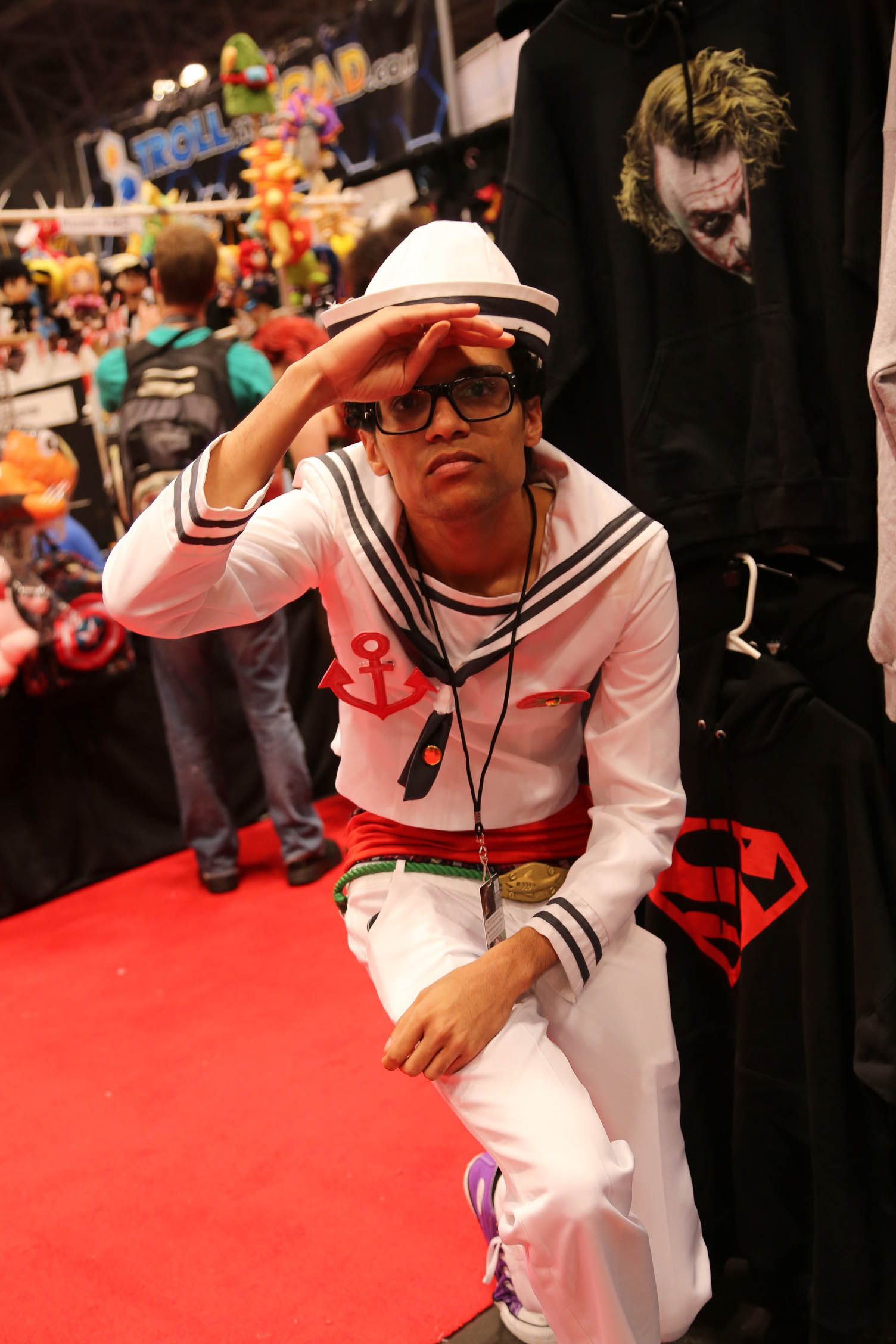
Косплей

Манга начала публиковаться в журнале Ultra Jump 19 мая 2011 года, выпуск продолжался вплоть до 18 августа 2021 года. Всего выпущено 110 глав, собранных затем в 27 танкобонов. Манга была лицензирована Edizioni Star Comics для выпуска на территории Италии, Tong Li Publishing Co., Ltd. для выпуска на Тайване и Delcourt на территории Франции.
Первый, выпущенный в декабре 2011 года, том занял второе место в списке самых продаваемых томов в Японии за первую неделю с 237 374 распроданными копиями. Второй том, выпущенный в апреле 2012 года, занял третье место с 204 791 копиями; третий том, выпущенный в сентябре того же года, с продажами в размере 260 080, занял второе место. Три тома вошли с список манга-бестселлеров в 2012 годуː первый том занял 46 место с распроданными 534 996 копиями, второй том занял 53 место с 516 040 копиями и третий том — 69-е с 457 791 копиями. Четвёртый том, выпущенный в мае 2013 года, занял второе место с проданными 224 551 копиями за первую неделю.
В брошюре Kono Manga ga Sugoi! за 2013 год JoJolion поставили на 12 место в списке лучшей манги для мужчин. Манга выиграла премию на японском ежегодном фестивале японские медиа-искусств.

## Появление в других медиа
Главные герои из JoJolion появлялись в двух видеоиграх, All Star Battle 2012 года выпуска и Eyes of Heaven 2014 года выпуска. В обоих случаях Дзёсукэ Хигасиката и его ближайшие союзники появляются в качестве игровых персонажей, с которыми можно вступать в бой или самим за них сражаться.

## Восприятие
Критик сайта Manga-news отметил разительную разницу в жанре манги Jojolion от Steel Ball Run: если первый представляет собой вестерн-боевик с бандитами и аристократами, то Jojolion — это повседневность, мистика и детектив. Впрочем, критик этому не удивляется, отмечая, что Араки всегда имел склонность резко менять свои жанры в разных частях манги. По мнению рецензента, сюжет в Jojolion выглядит более глубоким и захватывающем по сравнению со Steel Ball Run, он буквально с самого начала захватывает читателя, чтобы постепенно раскрывать ему сюжетные карты и тайну происхождения главного героя.